# 弗勒里修道院

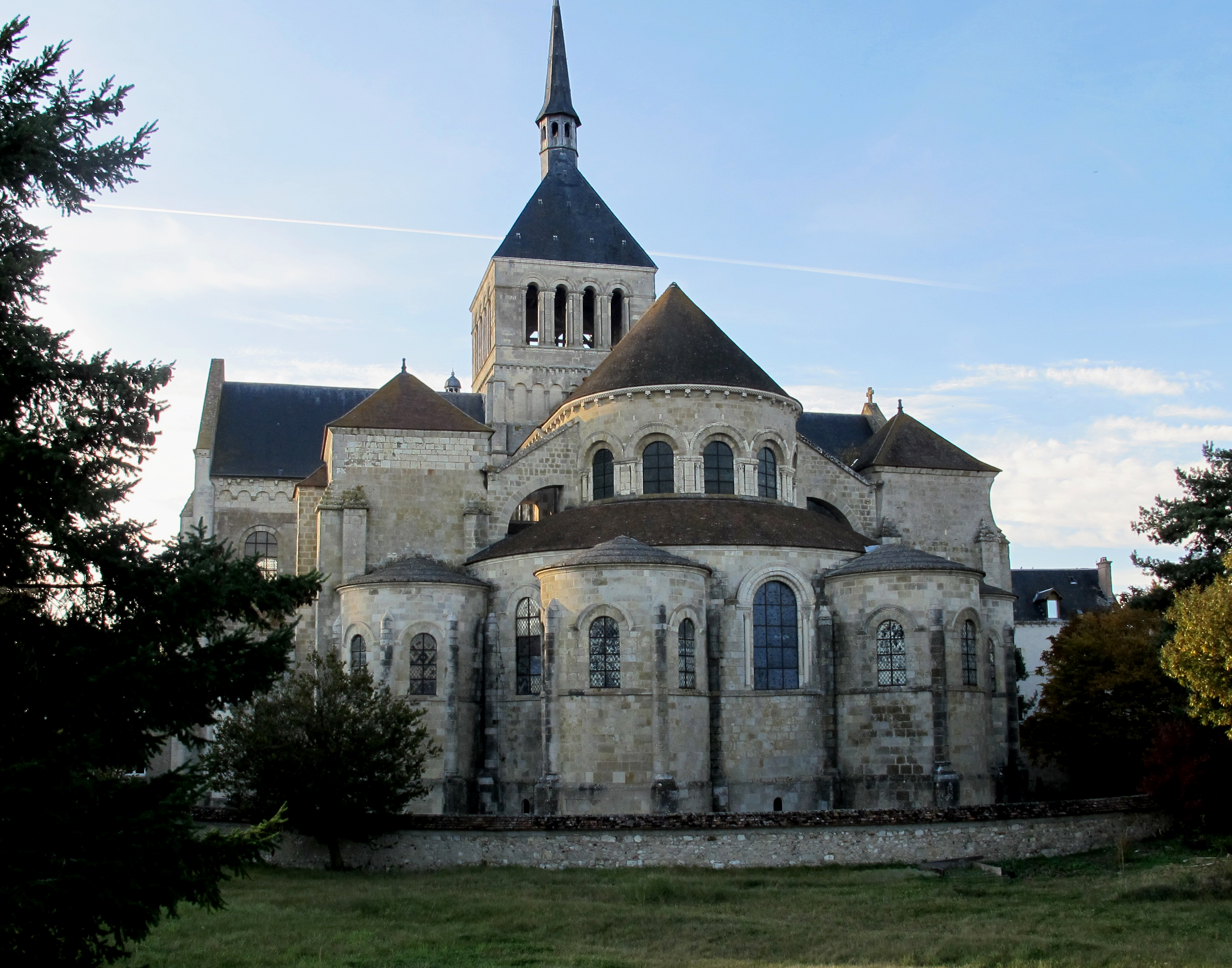
修道院教堂

弗勒里修道院（Abbaye de Fleury；Abbaye de Saint-Benoît-sur-Loire）位于法国卢瓦雷省卢瓦尔河畔圣伯努瓦，卢瓦尔河河岸，奥尔良东南约35公里。它建于约640年，是西欧最有名的本笃会修道院之一，拥有圣本笃的圣髑。自罗马时代以来一直是文化中心，该修院目前有40多名修士。

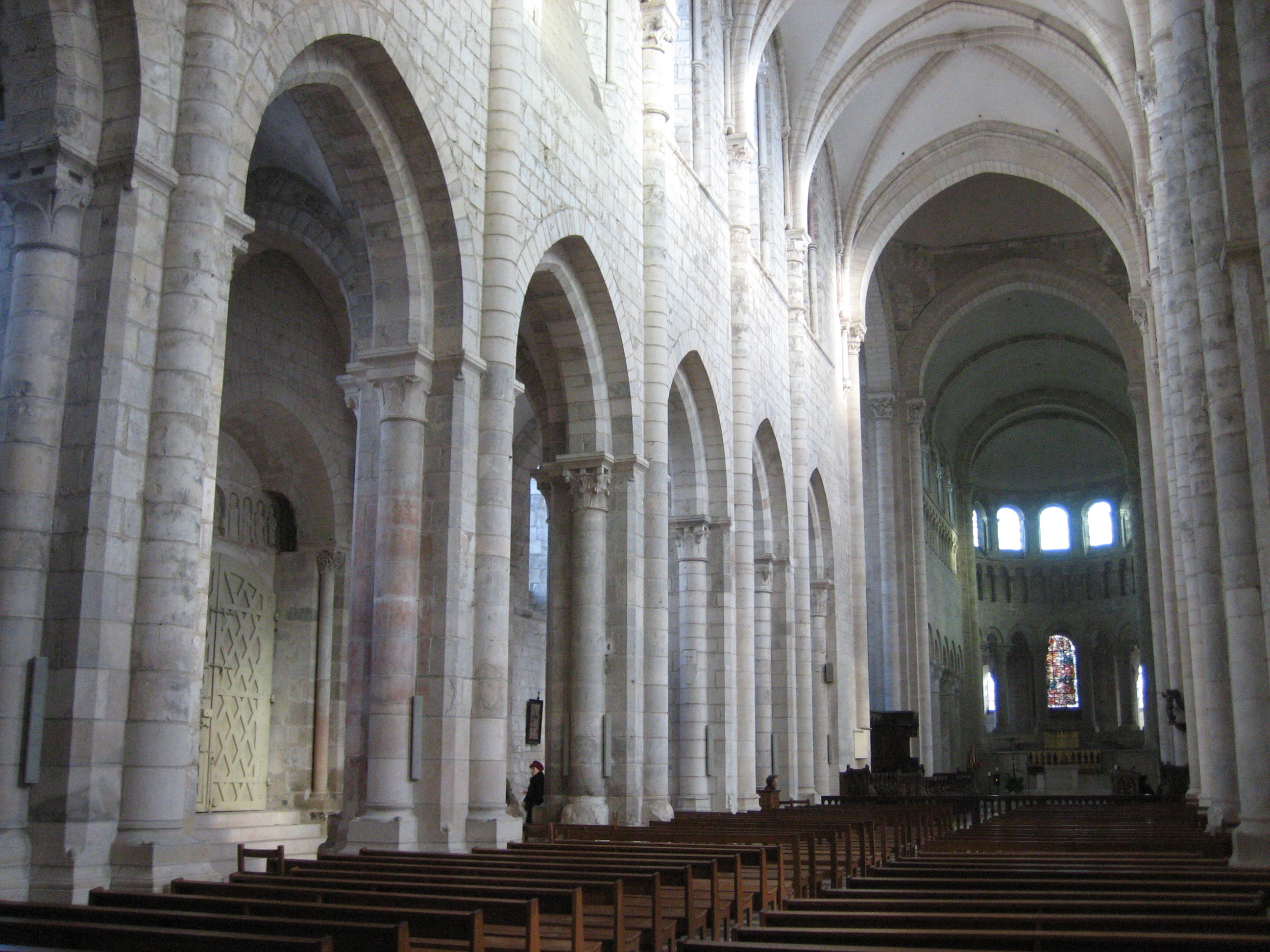

该修院从一开始就拥有两座教堂，分别供奉圣伯多禄和圣母。圣伯多禄堂毁于18世纪，圣母堂则在修院成立以前就已存在。加洛林风格的教堂长三百英尺。教堂的唱经楼有法国君主腓力一世（1108年）的墓。

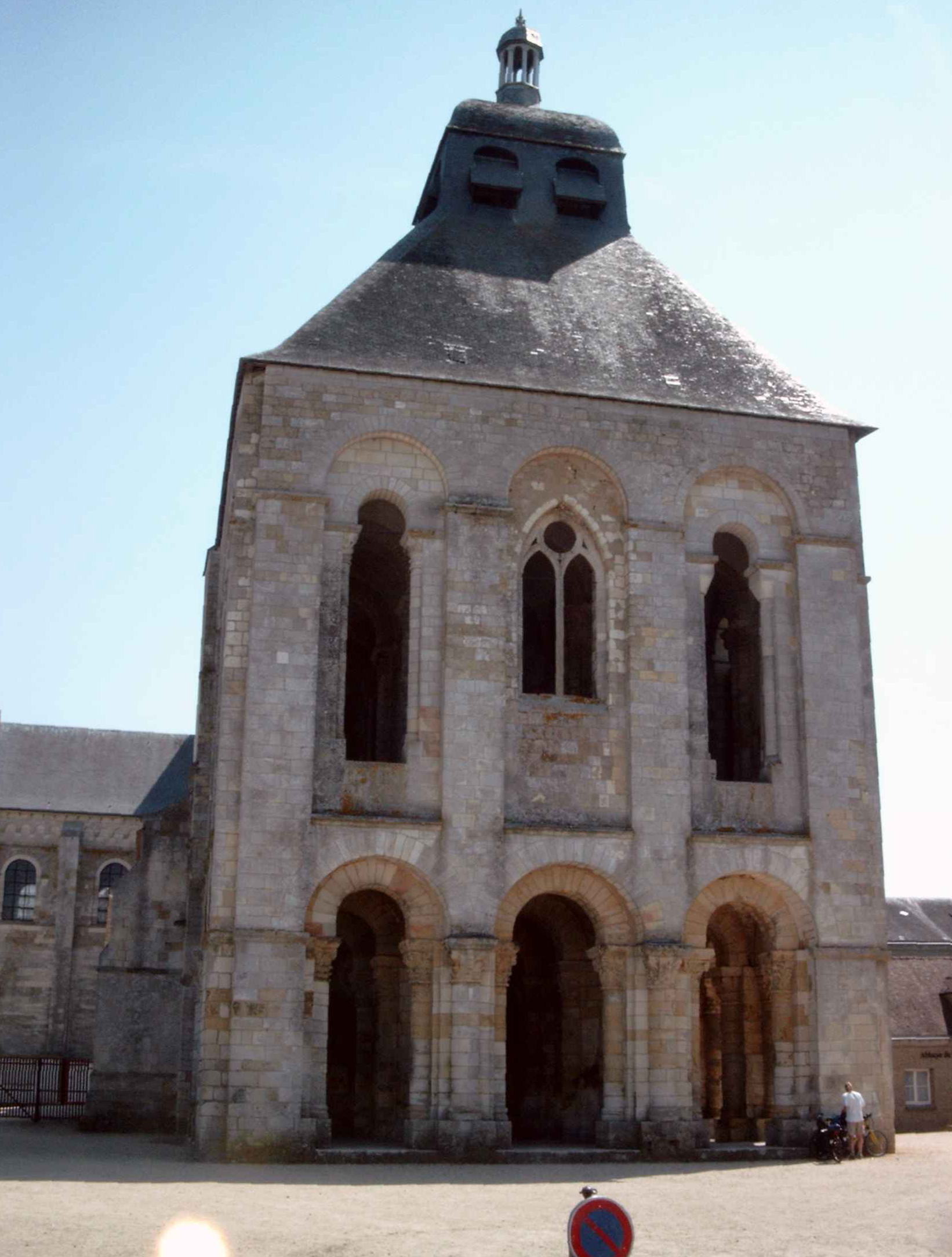
钟楼

法国大革命期间，该修院也被关闭遣散。1944年，修道院得以恢复。英国温彻斯特座堂每天的晚祷都会纪念这座修道院。